# Herrarnas parhoppning i svikthopp i simhopp vid olympiska sommarspelen 2004
Herrarnas parhoppning i svikthopp i de olympiska simhoppstävlingarna vid de olympiska sommarspelen 2004 hölls den 16 augusti i Athens Olympic Sports Complex. 

## Medaljörer
| Event                         | Guld                                         | Silver                                        | Brons                                        |
| Parhoppning 3 meter svikthopp | Thomas Bimis och Nikolaos Siranidis Grekland | Tobias Schellenberg och Andreas Wels Tyskland | Steven Barnett och Robert Newbery Australien |

## Resultat
| Placering | Simhoppare                            | Land           | Slutlig poäng efter fem hopp | Poäng efter fyra hopp | Placering efter fyra hopp |
| --------- | ------------------------------------- | -------------- | ---------------------------- | --------------------- | ------------------------- |
|           | Thomas Bimis och Nikolaos Siranidis   | Grekland       | 353,34                       | 269,70                | 4                         |
|           | Tobias Schellenberg och Andreas Wels  | Tyskland       | 350,01                       | 265,35                | 6                         |
|           | Steven Barnett och Robert Newbery     | Australien     | 349,59                       | 271,09                | 3                         |
| 4         | Jorge Betancourt och Erick Fornaris   | Kuba           | 338,46                       | 254,82                | 8                         |
| 5         | Tony Ally och Mark Shipman            | Storbritannien | 334,98                       | 262,08                | 7                         |
| 6         | Justin Dumais och Troy Dumais         | USA            | 327,06                       | 271,41                | 2                         |
| 7         | Alexander Dobroskok och Dmitri Sautin | Ryssland       | 312,24                       | 266,04                | 5                         |
| 8         | Peng Bo och Wang Kenan                | Kina           | 283,89                       | 283,89                | 1                         |